# Anonymomys mindorensis
Anonymomys mindorensis es una especie de roedor de la familia Muridae. Es la única especie del género Anonymomys.

## Distribución geográfica
Se encuentra sólo en Filipinas.

## Hábitat
Su hábitat natural son: clima tropical o Clima subtropical, bosques secos.